# Südbadenbus

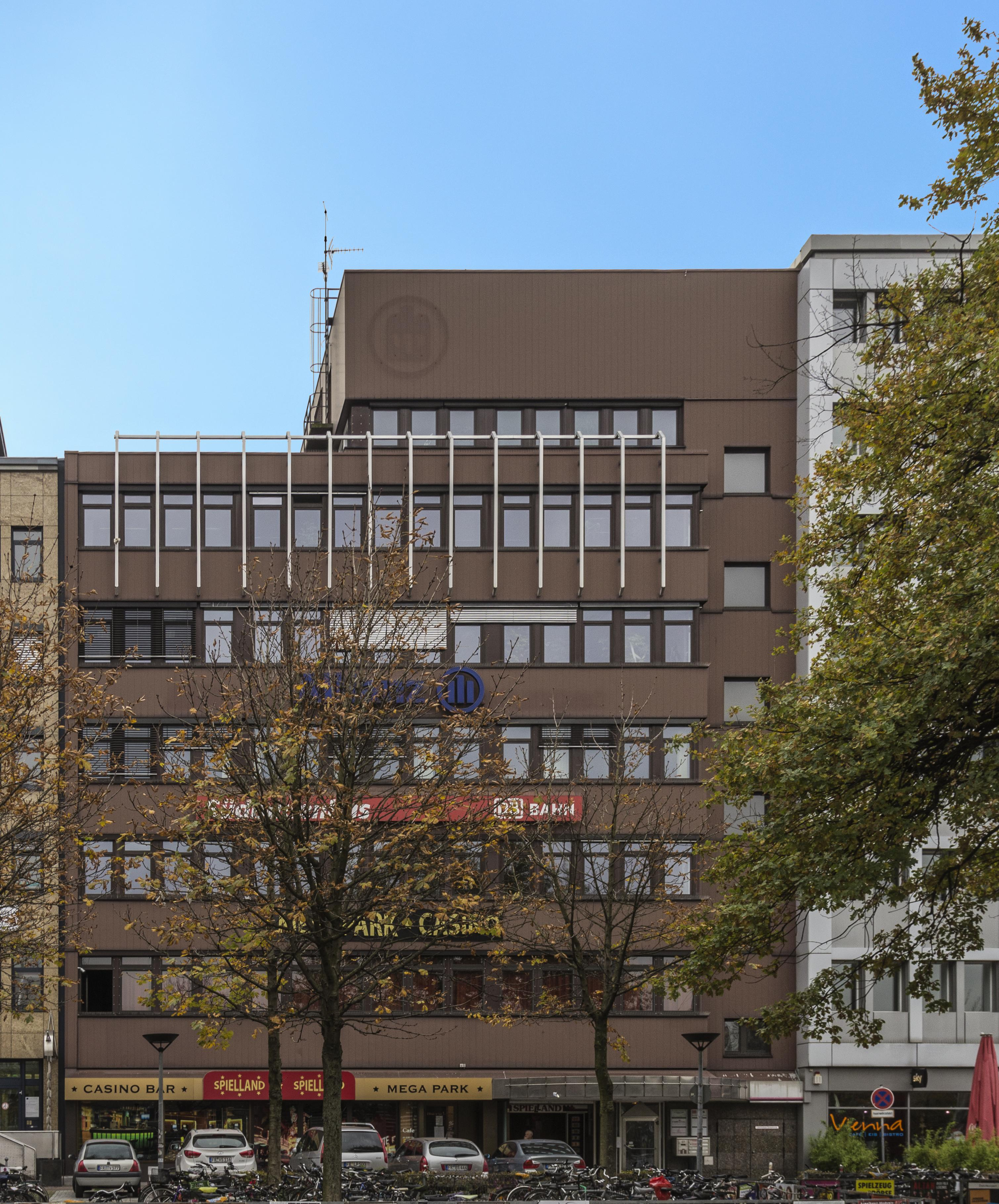
Ehem. Verwaltungssitz der SBG am Freiburger Hauptbahnhof

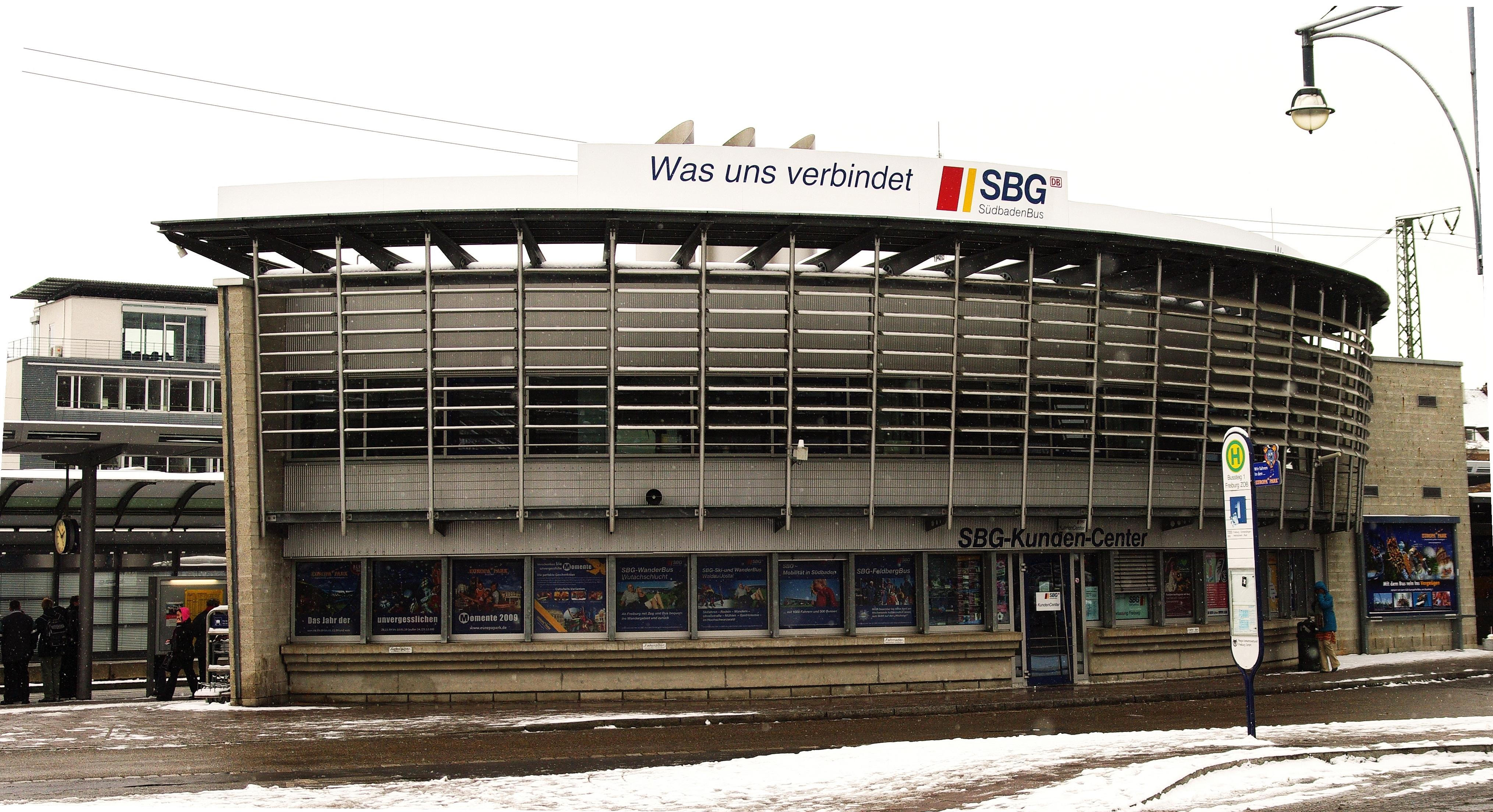
Kundenservicegebäude der SBG, mit alter Beschriftung, am Freiburger Hauptbahnhof

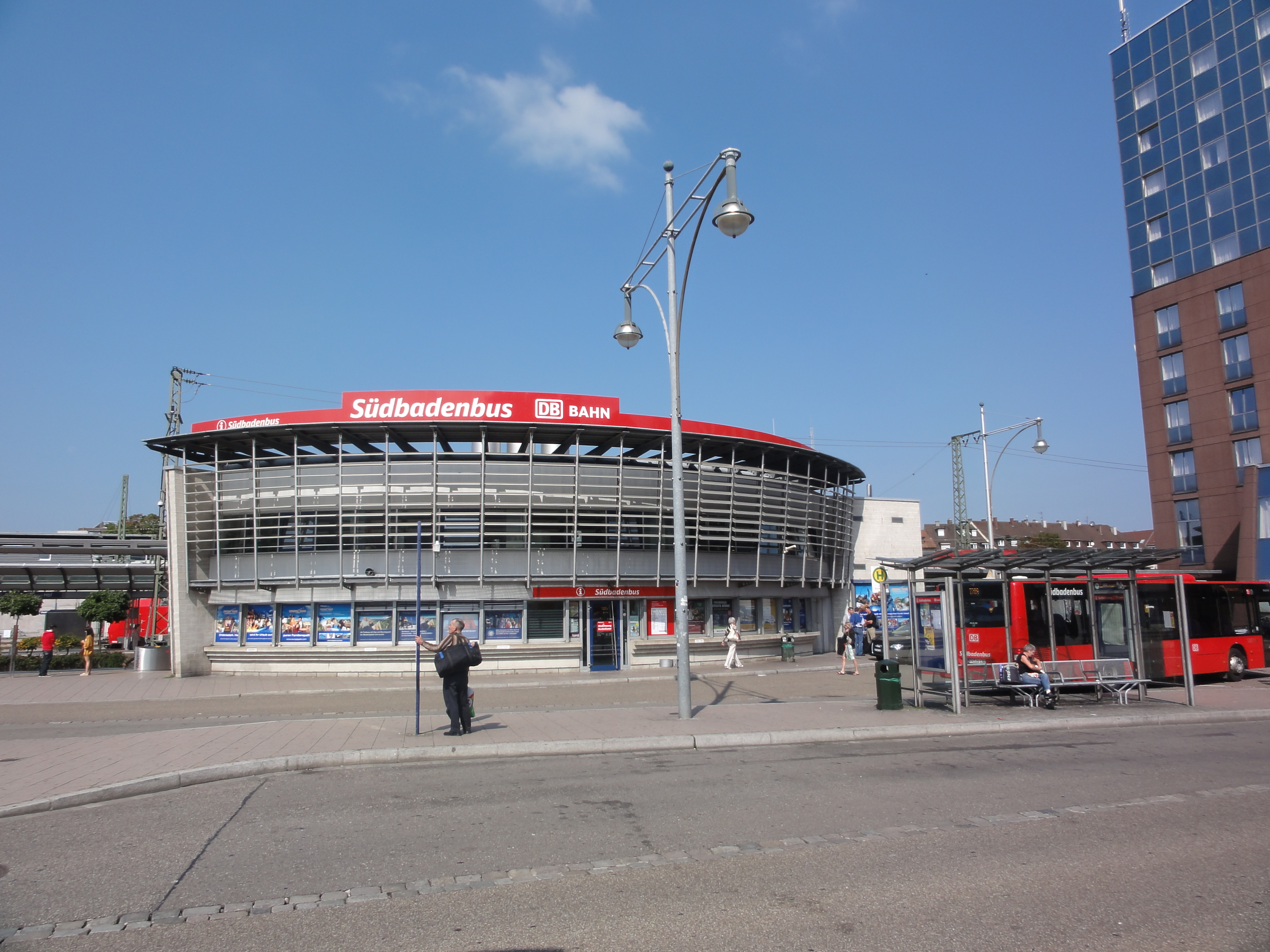
Südbadenbus Kundencenter Freiburg im Jahr 2012

Die SBG Südbadenbus GmbH ist ein Regionalbus-Verkehrsunternehmen mit operativem Sitz in Karlsruhe und juristischem Sitz in Freiburg im Breisgau. Sie ist ein hundertprozentiges Tochterunternehmen der DB Regio AG.

Altes Logo der SBG

## Geschichte
Die SBG entstand 1989, als die damaligen Bahnbusse der Deutschen Bundesbahn in regionale Busgesellschaften ausgegliedert wurden, dabei wurde sie eine GmbH mit Sitz in Freiburg im Breisgau.
Zusammen mit vier anderen DB-Busverkehrsunternehmen in Baden-Württemberg tritt die SBG seit Juni 2016 als DB Regio Bus Region Baden-Württemberg auf. Die Freiburger Zentrale wurde in diesem Zuge aufgelöst. Die Steuerung der Gesellschaft erfolgt seitdem über die neue Karlsruher Zentrale für die fünf Gesellschaften. Die Firma besteht jedoch weiterhin als juristische Person.

## Unternehmen
Das Unternehmen hatte 2016 über 600 Beschäftigte, davon 530 als Busfahrer, und betreibt mit Partnerunternehmen 143 Buslinien. Die 247 Linienbusse stammen von den Herstellern MAN, Mercedes-Benz, Setra und Iveco.
Neben einer Außenstelle der Karlsruher Zentrale am alten Firmensitz in Freiburg unterhält die SBG Niederlassungen in Freiburg, Villingen und Waldshut-Tiengen, die für das eigentliche Fahrgeschäft zuständig sind, daneben werden weitere fünf Kundencenter betrieben.
Im Rahmen der Vereinheitlichung der Marken der Deutschen Bahn wurde die Marke Südbadenbus im Laufe des zweiten Halbjahres 2008 stärker auf den DB-Konzern bezogen. So wurden die Busse in die einheitlich für alle DB-Buslinien vorgesehene Farbe „Verkehrsrot“ umlackiert und auch das Logo wurde geändert, der Internetauftritt in den Konzernauftritt integriert. Fahrkarten des DB-Schienenverkehrs werden aber trotz der markentechnischen Integration in den DB-Konzern in der Regel nur auf schienenparallelen Strecken und einigen wenigen nicht-schienenparallelen Überlandlinien anerkannt.
Da die Lohnkosten des eigenen Haustarifvertrags lange Zeit über dem Marktniveau lagen, war die SBG bei den meisten durch EU-Recht vorgegebenen Linienausschreibungen durch die kommunalen Aufgabenträger chancenlos und verlor seit 2017 einen beträchtlichen Teil der Fahrleistungen. Zum 1. Dezember 2019 verlor sie sämtliche Linien im Bereich des Landkreises Tuttlingen, wo diese jedoch schon seit Jahren ausschließlich durch Subunternehmen bedient wurden. Zum 15. Dezember 2019 brach der neu als Verkehrsnetz Südbaar bezeichnete Raum des Schwarzwald-Baar-Kreises mit Verkehrslinien rund um Donaueschingen, Bräunlingen, Hüfingen und Blumberg an Mitbewerber weg. Zum 1. Januar 2020 verlor die SBG den nahezu gesamten Verkehrsraum des Landkreises Konstanz an Mitbewerber, lediglich die grenzüberschreitende Linie 7349 Singen – Stein am Rhein wird weiterhin betrieben. Diese wird von der Niederlassung Villingen betrieben, da die Niederlassung Radolfzell komplett geschlossen wurde. Der eigentlich weiterlaufende Betrieb des Stadtbusses Radolfzell im Auftrag der Stadtwerke Radolfzell wurde zunächst an den Verkehrsbetrieb Behringer abgegeben, der auch bei der Neuausschreibung der Verkehrsleistungen im Auftrag des Landkreises Konstanz zum Zuge kam. Dieser Verkehr wird seit 2023 wieder von der SBG selbst gefahren.
Neben abgegebenen Wettbewerbsverkehren wurden auch eigenwirtschaftliche Angebote aufgegeben, beispielsweise der Flughafenbus von Freiburg zum Flughafen Basel-Mülhausen.
Im Zuge der Vereinheitlichung aller DB-Bussparten in Baden-Württemberg unter der Marke DB Regio Bus Baden-Württemberg wurde bis 2022 unter anderem die Strategie gefahren, bei Neuausschreibungen von Verkehrsleistungen nur noch mit der Tochter Friedrich Müller Omnibusunternehmen GmbH Angebote zu legen, da diese mit einem Tarifvertrag des privaten Omnibusgewerbes günstigere Personalkostenstrukturen einkalkulieren kann.

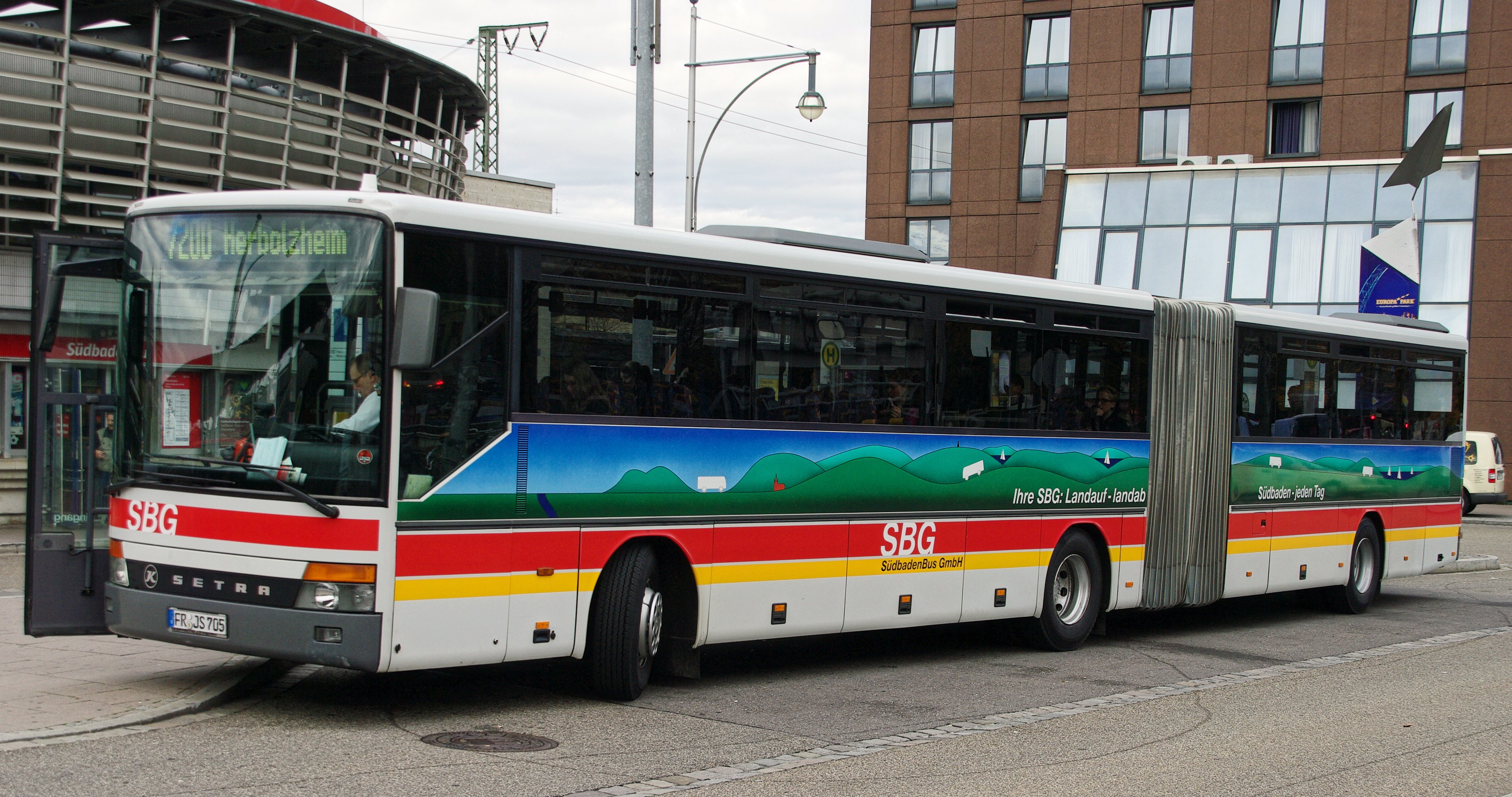
Ein Bus der SBG in älterer Farbgebung
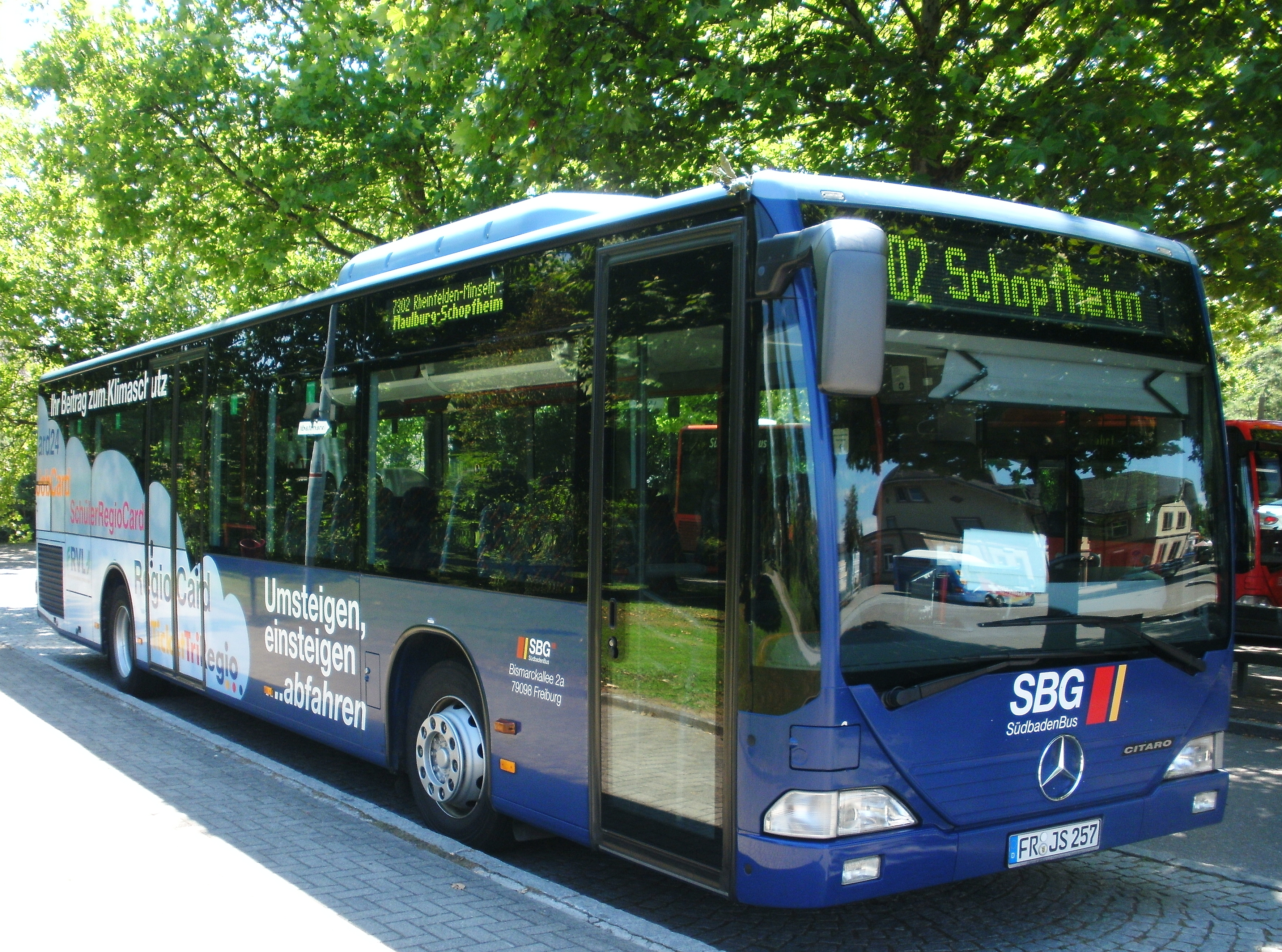
SüdbadenBus, blau, Mercedes-Benz Citaro
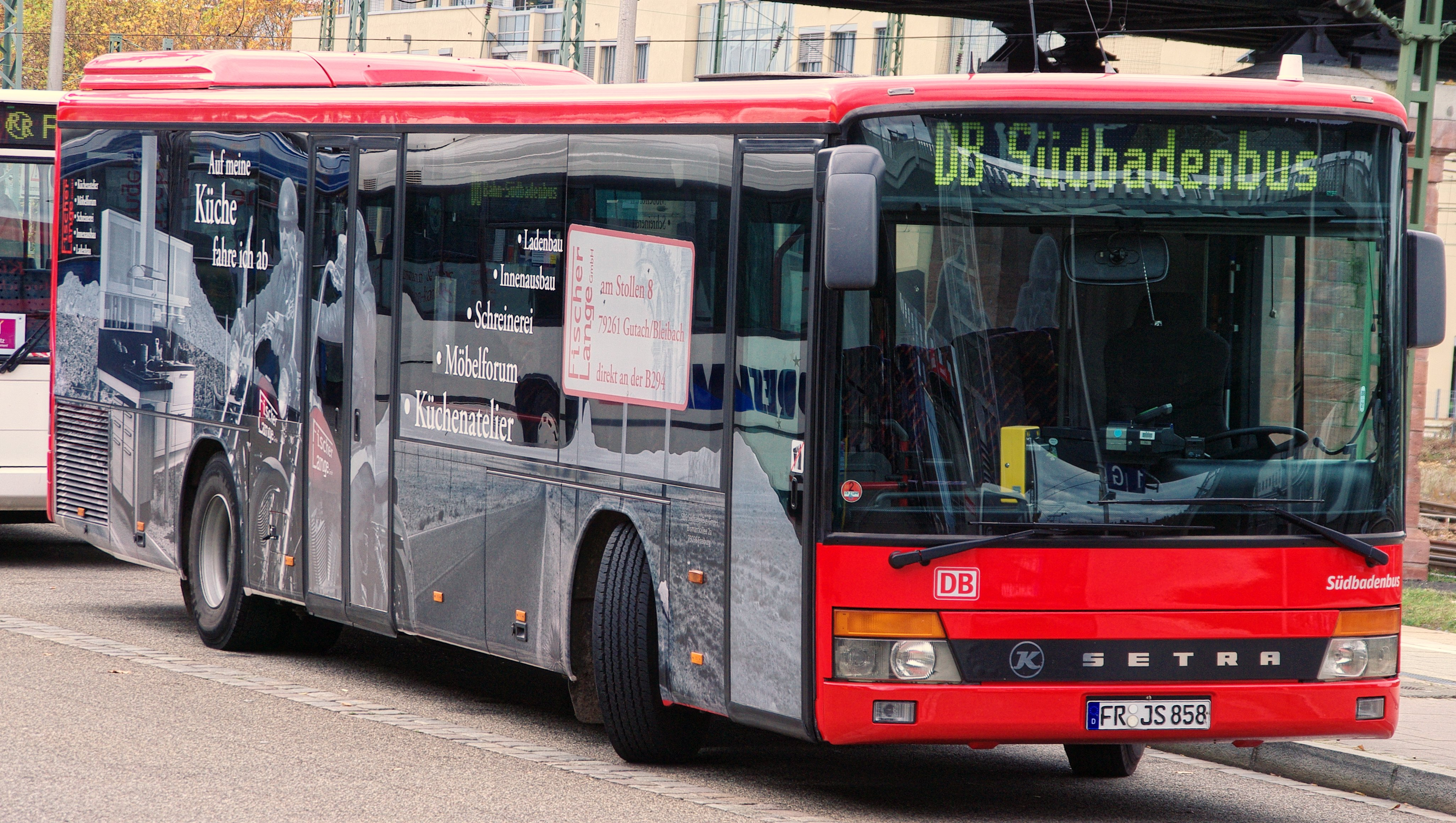
Südbadenbus als Werbeträger
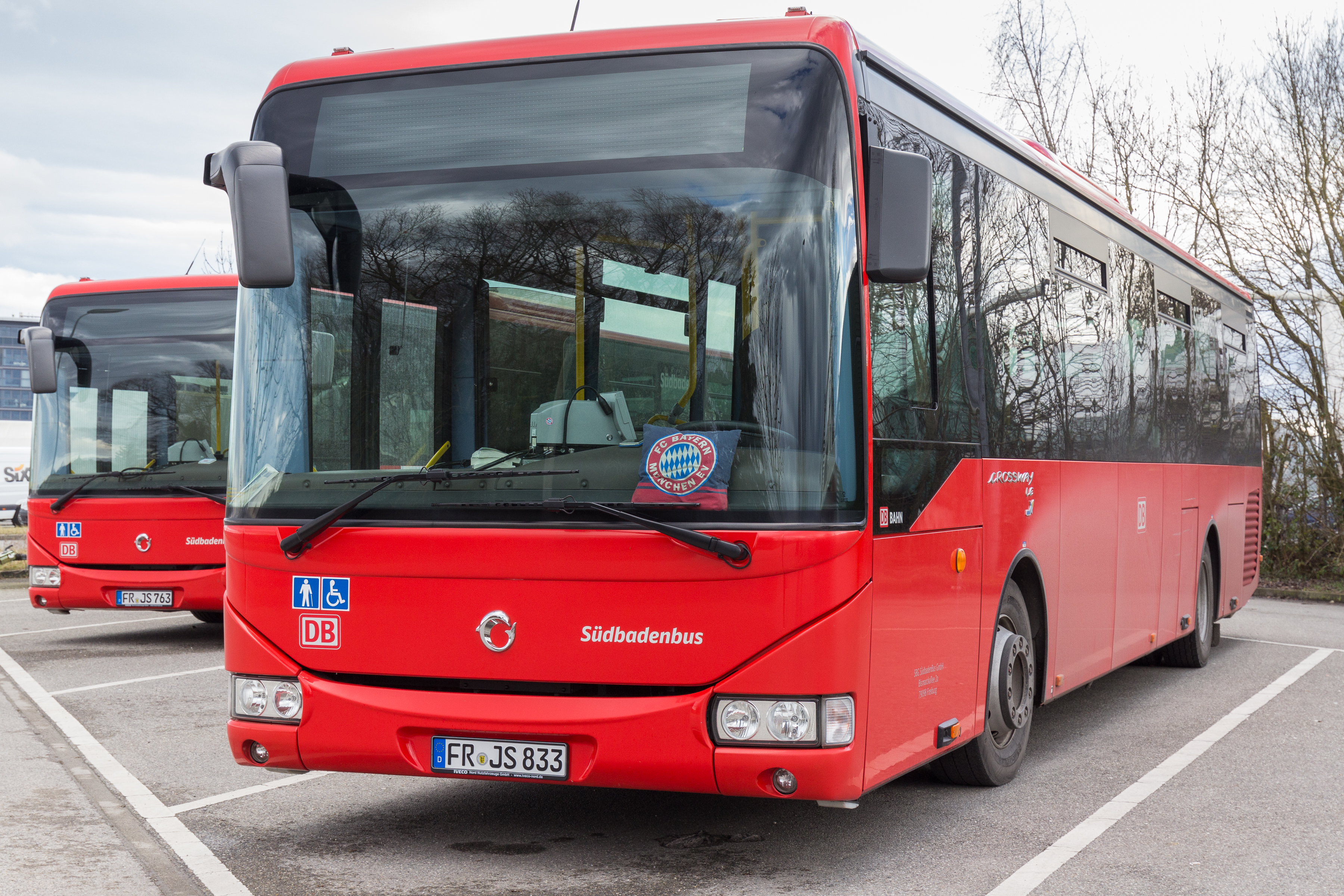
Südbadenbus in DB-Farben

## Liniennetz

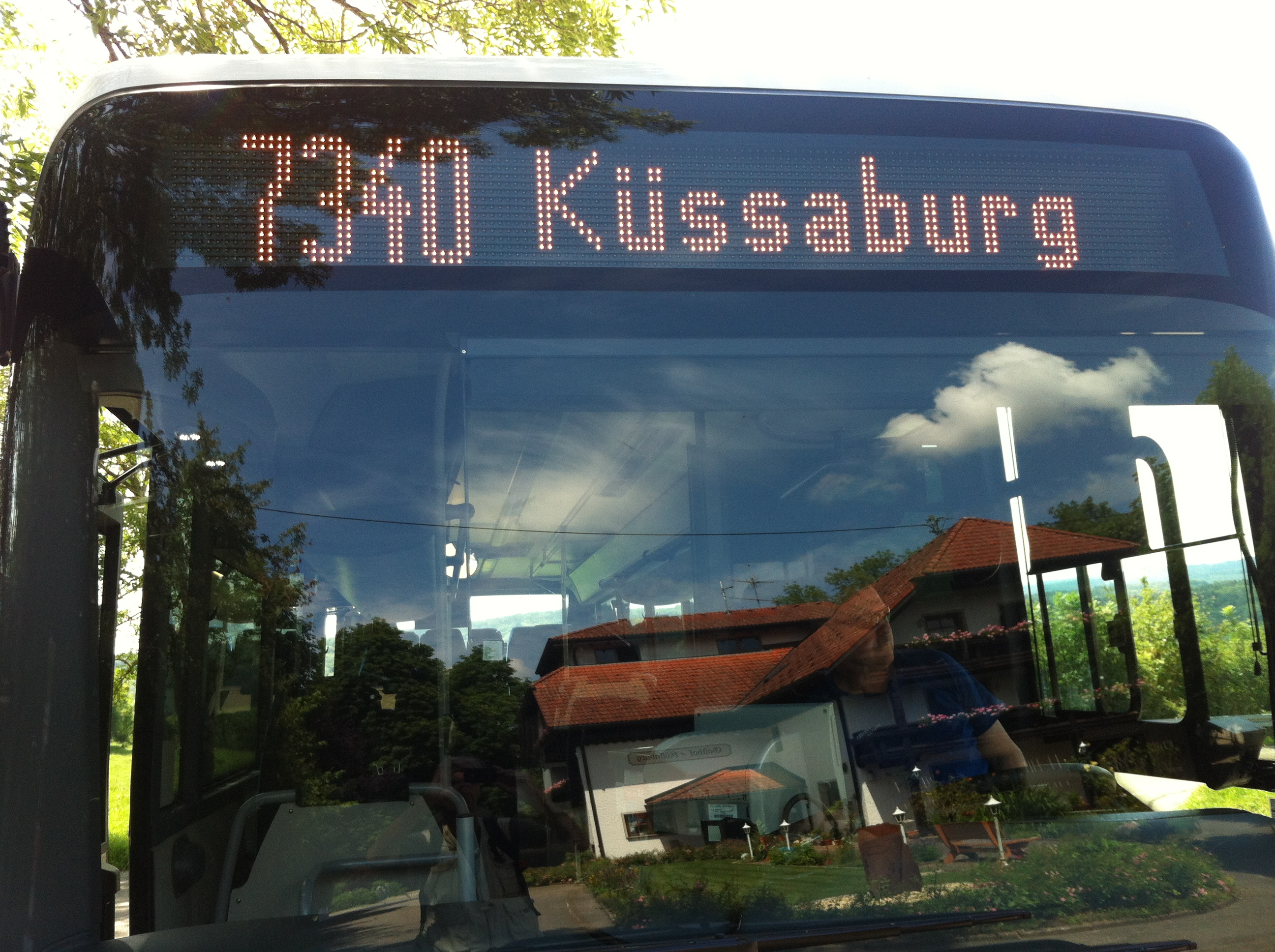
Linie zur Küssaburg im Landkreis Waldshut

Das Liniennetz der SBG reicht von Basel im äußersten Südwesten bis nach Sulz im Nordschwarzwald, im Osten von Rottweil über Villingen-Schwenningen bis nach Waldshut-Tiengen. Hauptsächlich angebundene Gebiete sind die Landkreise Emmendingen, Breisgau-Hochschwarzwald, Lörrach, Waldshut, Schwarzwald-Baar-Kreis, Rottweil sowie grenzüberschreitende Linien nach Frankreich und in die Schweiz.
Neben dem Regionalverkehr betreibt die SBG die Stadtbuslinien in Bad Säckingen, Breisach, Grenzach-Wyhlen, Laufenburg, Löffingen, Rheinfelden, Schiltach, Schramberg, Waldkirch und Waldshut-Tiengen.
Die Linien der SBG sind Partner der einzelnen Verkehrsverbünde in den Gemeinden und Kreisen.
Die SBG besitzt ungefähr 250 Busse und verfügt zusammen mit Partnerunternehmen insgesamt über ungefähr 500 Busse. Es werden jährlich knapp 39 Mio. Fahrgäste befördert, die Busse legen dabei auf dem 4940 Kilometer langen Liniennetz über 32 Mio. Kilometer zurück.